# 포테즈 630

포테즈 630(Potez 630)과 그 파생형은 1930년대 후반 프랑스 공군을 위해 개발된 쌍발 엔진 다목적 항공기 제품군이었다. 이 디자인은 영국의 브리스톨 블렌하임(더 크고 순전히 폭격기로 설계됨)과 독일의 메서슈미트 Bf 110(순전히 전투기로 설계됨)의 동시대 설계였다.
포테즈 630은 제2차 세계 대전 중에 여러 대원이 사용했다. 프랑스 전투 이후 비시 프랑스 공군과 자유 프랑스 공군 모두 이 유형을 사용했다. 다수의 포획된 항공기가 추축국의 여러 공중 날개에 의해 운용되었다. 1945년 전쟁이 끝난 후 한동안 훈련 목적으로 몇 대의 항공기가 사용되었다.

## 사양 (포테즈 63.11A.3)

### 일반적 특성
- 승무원: 3
- 길이: 10.93m(35피트 10인치)
- 날개 폭: 16m(52피트 6인치)
- 높이: 3.08m(10피트 1인치)
- 날개 면적: 32.7m2(352평방피트)
- 자체 중량: 3,135kg(6,911lb)
- 총중량: 4,530kg(9,987lb)
- 동력 장치: 1 × Gnome-Rhône 14M-04 14기통 공랭식 레이디얼 피스톤 엔진, 522kW(700hp) LH 회전
- 동력 장치: 1 × Gnome-Rhône 14M-05 14기통 공랭식 레이디얼 피스톤 엔진, 522kW(700hp) RH 회전
- 프로펠러: 3엽 가변 피치 프로펠러

### 성능
- 최대 속도: 425km/h(264mph, 229kn) 5,500m(18,000ft)
- 순항 속도: 4,500m(14,800ft)에서 299km/h(186mph, 161kn)
- 범위: 1,500km(930마일, 810nmi)
- 서비스 천장: 8,500m(27,900피트)
- 상승 속도: 8.4m/s(1,650ft/min)